# Національний сад (Афіни)
Національний сад в Афінах (грец. Εθνικός Κήπος), попередня назва Королівський сад — парк, закладений першою королевою незалежної Греції Амалією Ольденбурзьгою, дружиною короля Оттона, на площі 15,5 га у самому серці Афін. Знаходиться у безпосередній близькості до Грецького парламенту і простягаються на південь до Заппіона.
Створення королівського саду тривало з 1838 по 1840 рр. під керівництвом німецького садівничого Шмідта. Для здійснення усіх задумів було завезено понад 500 видів рослин та різноманітних тварин та птахів. Проте для багатьох рослин середземноморський клімат виявився надто несприятливим.
Парк облаштовано як послідовність композицій на певні теми, тож окрім екзотичних рослин він дивує стародавніми руїнами та мозаїками. Пам'ять про першого Президента Греції Каподистрію та автора Національного гімну Греції Соломоса увіковічнена тут у пам'ятниках.
2010 року запропоновано внести Національні сади до переліку історичних пам'яток столиці.

## Галерея

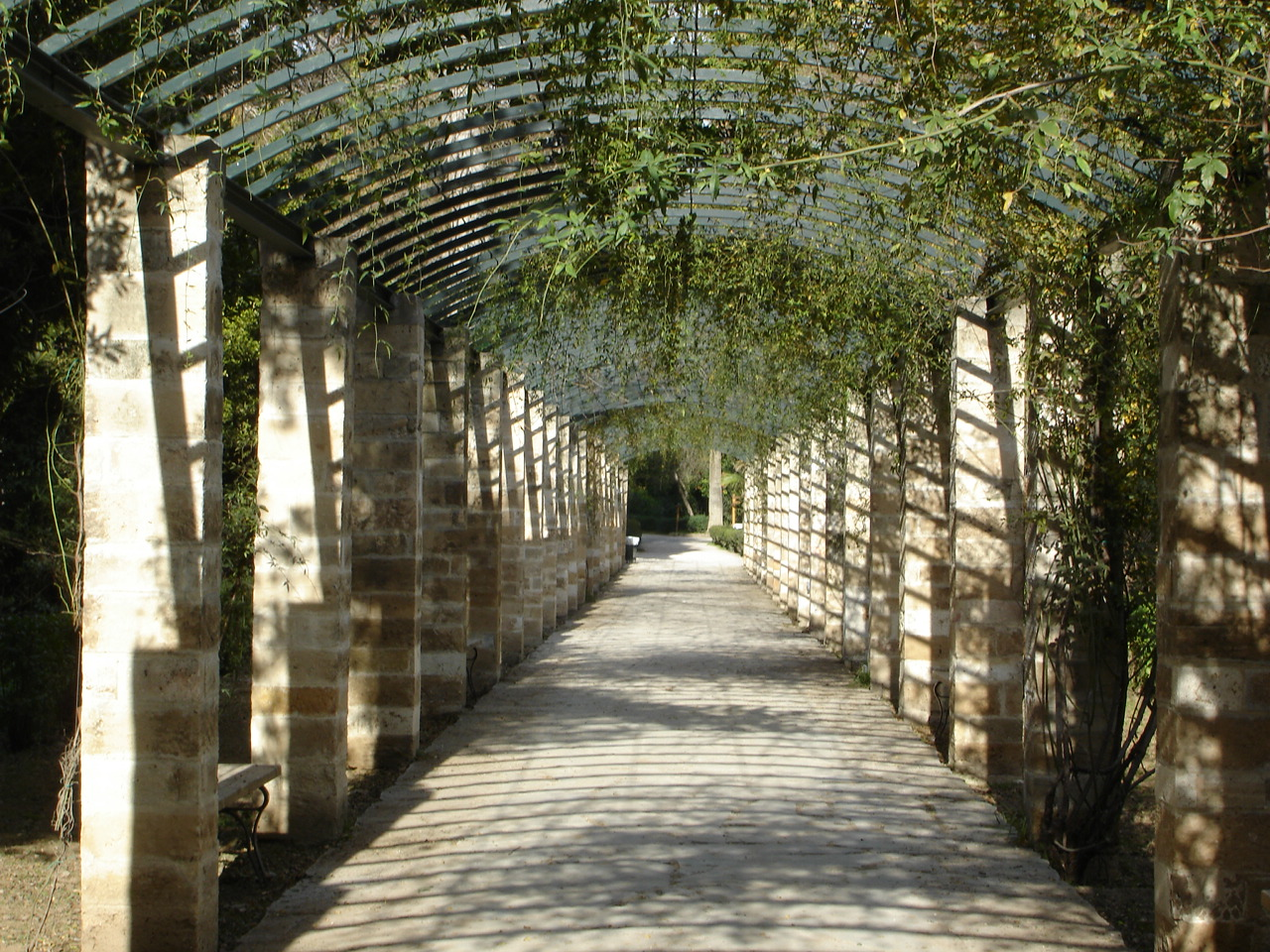
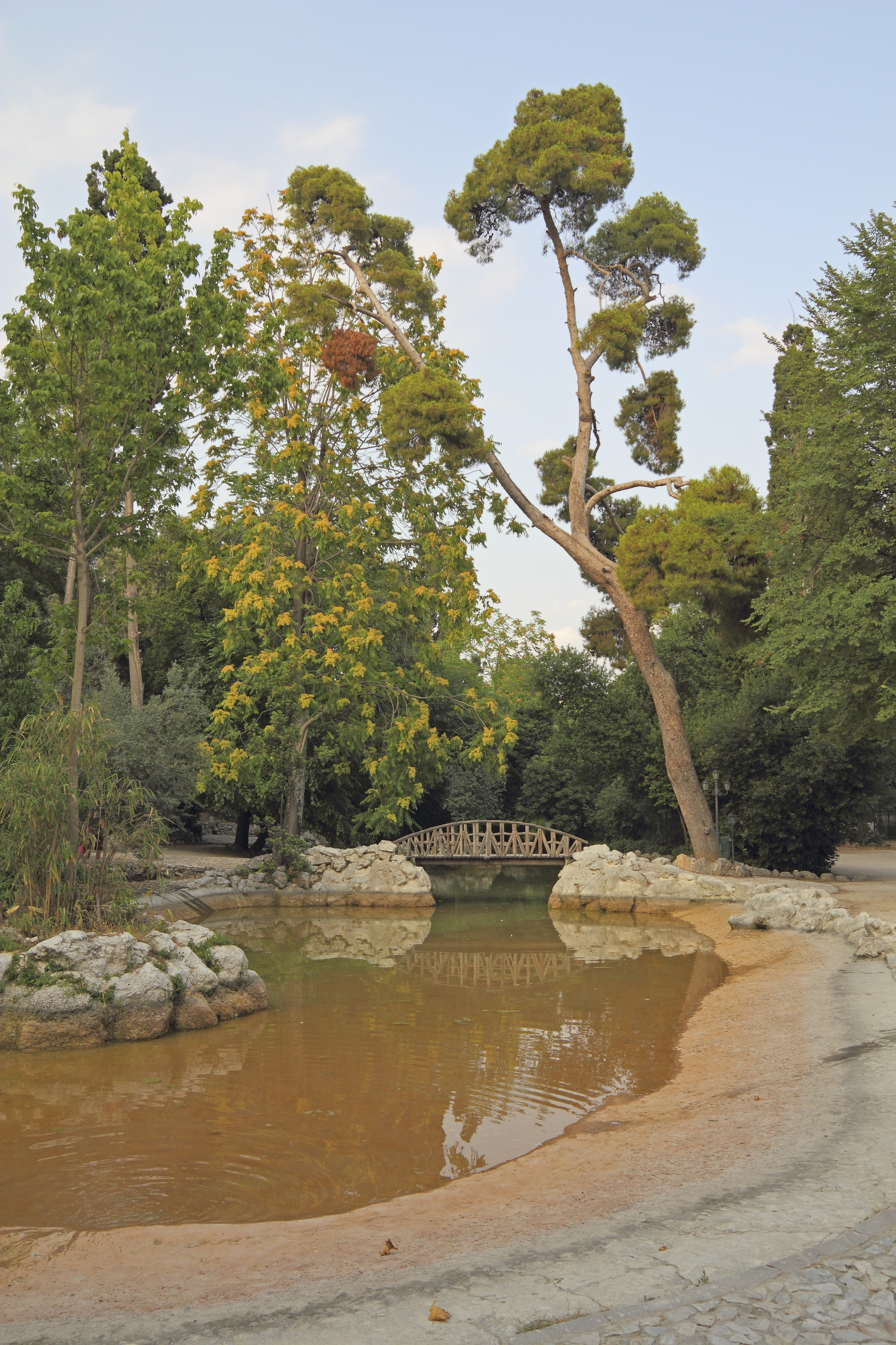
Одне з озер парку
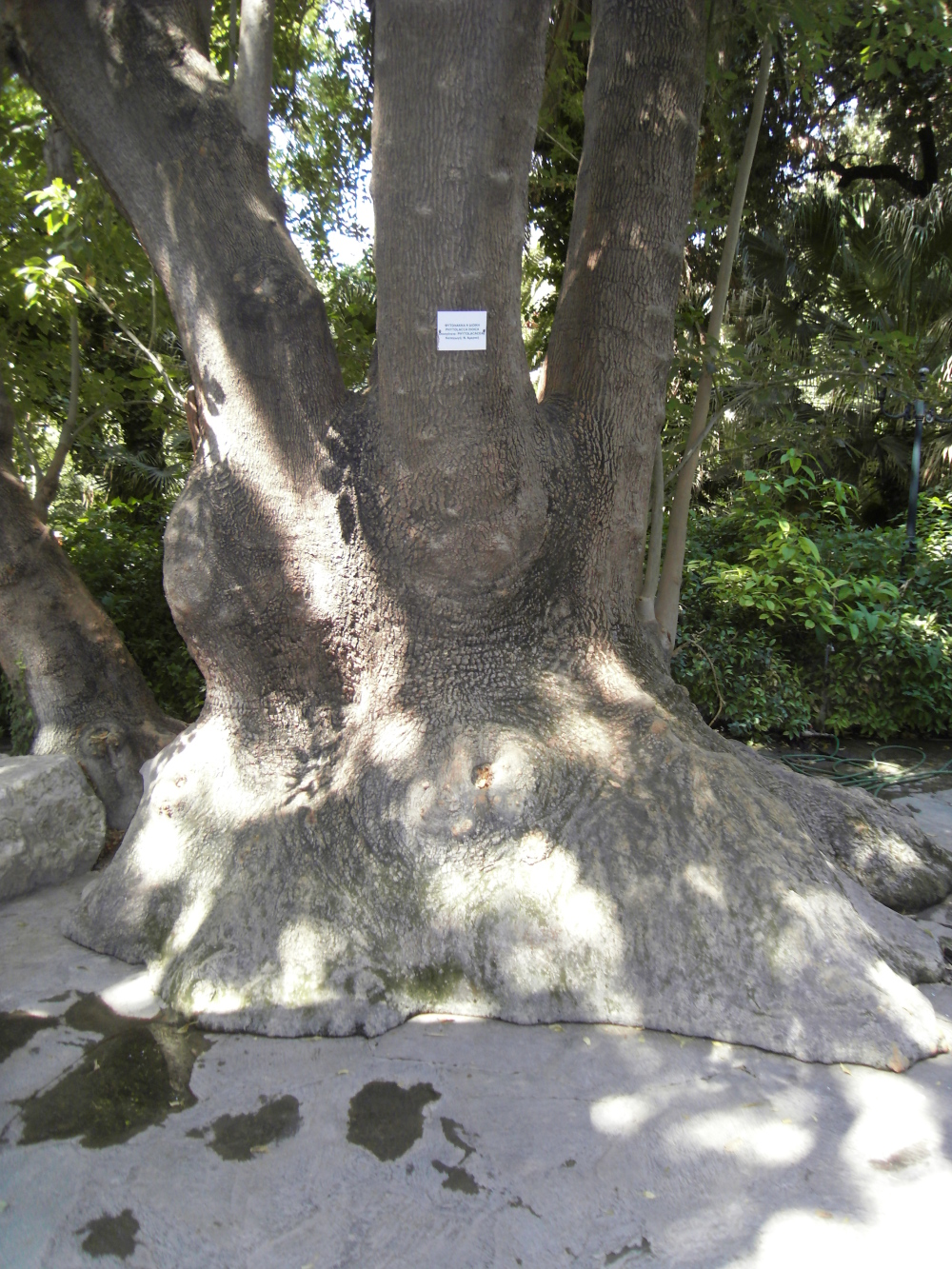
Фітолакка — рідкісна дерев'яниста форма
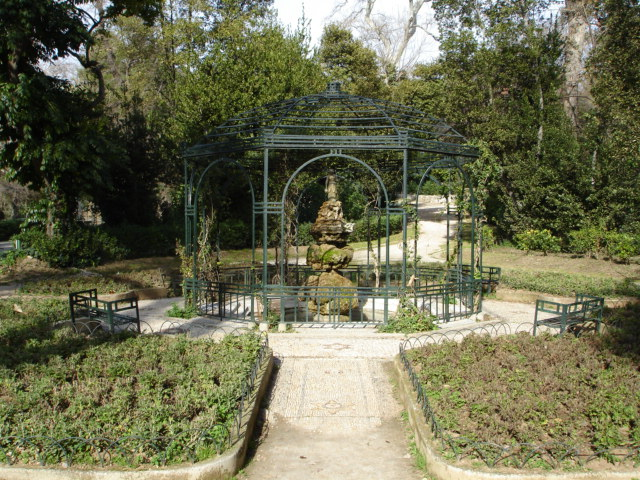